# Онума Йосуке
Йосуке Онума (яп. 小沼ようすけ; нар. 24 листопада 1974, Акіта, Японія) — японський джазовий музикант, гітарист. Грає переважно пальцями, не використовуючи плектр.

## Біографія
Йосуке Онума народився і виріс у місті Акіта однойменної префектури, його батько теж захоплювався грою на гітарі. На становлення музичного стилю найбільше вплинули такі джазові музиканти, як Джордж Бенсон і Грант Грін.
У 17 років, через аварію на мотоциклі зламав ліву руку. Через це мав деякі проблеми з закінченням школи.
У 1995 році Онума на конкурсі джазу у Токіо посів третє місце, а у 1999-му виграв конкурс Gibson Jazz Contest, організований компанією Gibson. Деякий час виступав у джазових клубах у складі тріо. У 2001-му записав дебютний альбом «Nu Jazz» (видавець — Sony Music).

## Дискографія
- «Nu Jazz», 2001, Sony Music
- «Summer Madness», 2002
- «Jazz'n'Pop», 2003
- «The Three Primary Colors», 2004
- «TKY», 2005
- «3, 2 & 1», 2006
- «Beautiful Day», 2007
- «The Best», 2010
- «Jam Ka», 2010
- «Aquapit», 2011
- «Orange», 2013, T5Jazz Records
- «GNJ», 2014, T5Jazz Records